# Aqueduc de Zaghouan
L'aqueduc de Zaghouan, ou aqueduc de Carthage, est un aqueduc romain, du IIe siècle, reliant les sources de la région de Zaghouan à Carthage (Tunisie).
Restauré au XIXe siècle, cet ouvrage est le seul de cette importance existant en Tunisie avant l'instauration du protectorat français.
Le 17 février 2012, le gouvernement tunisien propose le complexe hydraulique romain de Zaghouan-Carthage dont il fait partie pour un futur classement sur la liste du patrimoine mondial de l'humanité dressée par l'Unesco.
Une portion de l'aqueduc est classée au niveau international en zone importante pour la conservation des oiseaux (TN013), en particulier à cause de la nidification de faucons crécerellette (Falco naumanni).

## Histoire

### Construction

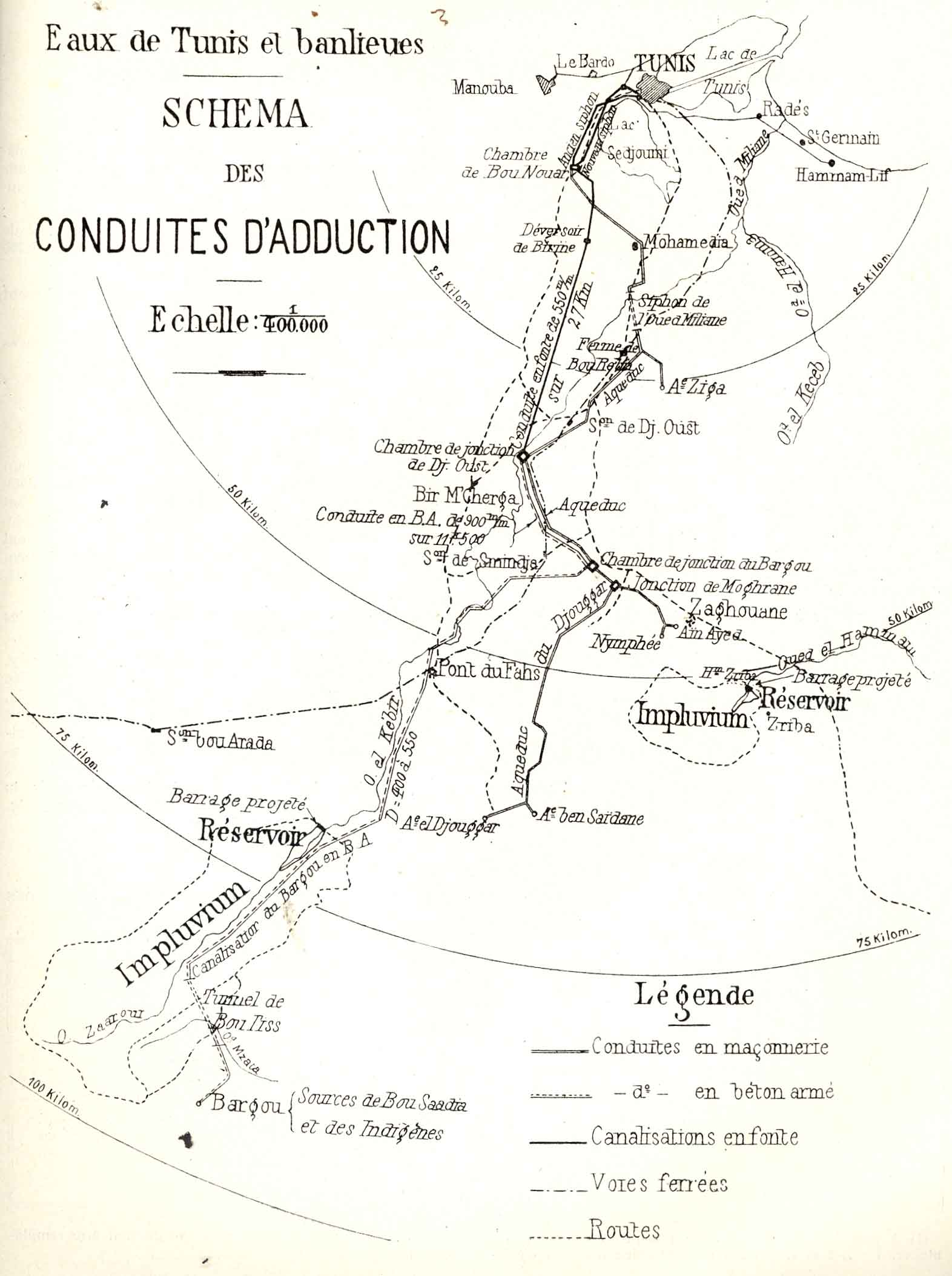
Plan d'adduction d'eau de Tunis incluant l'aqueduc (1928).

Selon les historiens, les Romains, comme les Carthaginois avant eux, doivent se contenter, dans un premier temps, d'utiliser des puits et de l'eau de pluie conservée dans de citernes comme celles de La Malga, réservoirs pouvant contenir 25 000 m3 d'eau, situés sur une partie élevée de la colline de Carthage. Cependant, les pénuries récurrentes d'eau montrent l'absolue nécessité de rechercher, plus loin, la ressource qui fait défaut aux abords de la ville et de l'amener à Carthage par aqueduc.
Constructeur avisé, l'empereur Hadrien décide de capter des sources existant dans le massif montagneux du djebel Zaghouan, à 56 kilomètres au sud (en ligne droite), et fait construire, peut-être de 120 à 131, un aqueduc les reliant aux citernes de Carthage. Les sources ont un débit très variable, allant de 5 000 m3 à plus de 25 000 m3 par jour, l'aqueduc ayant une capacité maximale d'écoulement de 32 000 m3 par jour. Pour desservir la ville, l'aqueduc se divisait en deux branches : une pour alimenter les citernes et l'autre se terminant aux thermes d'Antonin après avoir desservi les citernes de Bordj Djedid.
La mise en service de l'aqueduc arrive trop tard pour pallier la sécheresse exceptionnelle, qui sévit de 123 à 128, tarissant les maigres ressources en eau de la région et vidant les citernes.
Après sa construction, les citernes privées restent toutefois nécessaires pour les quartiers plus élevés que celui de La Malga. Les sources captées à Zaghouan sont au nombre de deux : Nympheum et Aïn Ayed. En aval, deux autres sources situées à proximité du passage de l'aqueduc sont raccordées : Aïn Djour et Aïn Ziga.
Sans doute vers la fin du IIe siècle, une branche (aqueduc de Septime Sévère) est construite pour capter les sources du djebel Ben Saïdane (région de Jouggar,). C'est vers Moghrane (village de Magrèn) que se réunissent les deux branches : celle de Zaghouan mesurant six kilomètres de longueur et celle de Jouggar, 33,6 kilomètres. La longueur totale de l'aqueduc jusqu'à Carthage, y compris les diverses ramifications, est de 132 kilomètres dont dix sept sur arches avec plusieurs pont-aqueducs dont celui « de la Catada » franchissant l'oued Miliane,. Sa déclivité est en moyenne de 0,29 %.
Au cours de son histoire, l'aqueduc est coupé à au moins deux reprises : par les Vandales de Genséric en 439 (reconstruction en 534 lors des reconquêtes du général romain Bélisaire qui chasse le Vandale Gélimer), puis par les Arabes venus d'Égypte, en 698, lors de la bataille de Carthage qui se conclut par la destruction de la ville. L'ouvrage est restauré sous les Fatimides au Xe siècle, puis consolidé sous les Hafsides au XIIIe siècle, avec la construction de la dérivation de Tunis (aqueduc hafside du Bardo), mais son entretien est négligé et il cesse de fonctionner au XVIe siècle après que, vers 1574, les eaux soient détournées de leurs sources pour irriguer les cultures situées près du djebel Zaghouan.

### Restauration
En 1859, le ministre de Sadok Bey, Mustapha Khaznadar, fait restaurer l'aqueduc entre Jouggar/Zaghouan et Tunis, sur les conseils du consul de France de l'époque, Léon Roches, et avec le concours d'un ingénieur marseillais, Pierre Colin, assisté de Philippe Caillat qui relève le tracé. Les parties du canal à fleur de sol et en sous-sol sont remises en état et les parties sur arcades sont remplacées par des conduites en fonte sur un dizaine de kilomètres. Les captages sont partiellement remis en service. Les travaux coûtent 7 800 000 francs.
La réparation, qui dure trois ans, est complétée par la rénovation du réservoir de Sidi Abdallah, construit par Ali Pacha au XVIIIe siècle, qui se trouve à côté de la kasbah de Tunis, près de la porte éponyme. Restauré et agrandi pour contenir 3 700 m3, il permet alors d'alimenter la capitale, les faugourgs et la résidence beylicale du Bardo.
Au total, 89 kilomètres de canal maçonnés sont remis en état, 41 kilomètres de conduites métalliques remplacent les aqueducs aériens de Jouggar (traversée de l'oued Gouissate), de la Catada (traversée de l'oued Miliane), de Djedeida et de la plaine de l’Ariana. 
Dès le 3 août 1861, les eaux de Zaghouan et de Jouggar arrivent à nouveau à Tunis avec un débit journalier de 12 000 m3. Le chantier d'alimentation est totalement terminé le 19 mai 1862, mais la distribution d'eau à l’intérieur de la ville fait l'objet d’un autre projet, dirigé par Caillat, dont les travaux se terminent en 1873.
En 1887-1888, sous la direction de Jean Vernaz, l'une des citernes de La Malga est restaurée et l'on pose, depuis l'Ariana, une canalisation en fonte pour y conduire les eaux de l'aqueduc rénové qui dessert Tunis depuis 1861. Après trois siècles d'interruption, l'eau du djebel Zaghouan alimente à nouveau le site de Carthage,.
Toutefois, l'incurie des diverses entreprises à qui sont confiés l'entretien et l'exploitation de l'aqueduc oblige le grand vizir Kheireddine Pacha à concéder, en 1872, pour trente ans, l'exploitation des eaux de Tunis aux généraux Mohamed Baccouche, Husseïn, Rustum et Mohamed. Les résultats ne sont pas non plus brillants, en raison des nombreux abus, et son exploitation est progressivement abandonnée.
Le barrage sur l'oued Kébir, près des sources de Zaghouan, inauguré en 1925, est le premier ouvrage moderne construit pour l'alimentation en eau de Tunis, avec une capacité de 26 millions de m3. Quant à l'aqueduc romain, ses soixante premiers kilomètres, jusqu'à Bou Naouara, sont toujours exploités de nos jours.

## Zone importante pour la conservation des oiseaux
La zone protégée (TN013) s'étend sur quarante hectares en bande le long des arches et piliers de l'aqueduc (qui atteignent une hauteur d'une vingtaine de mètres dans la zone) aux environs de l'oued Miliane. La zone est particulièrement importante (classification A1) pour les faucons crécerellette (Falco naumanni) qui y couvent leurs œufs (jusqu'à trente couples dénombrés) dans les cavités de l'aqueduc. La zone est aussi un habitat pour le faucon lanier (Falco biarmicus), le faucon crécerelle (Falco tinnunculus), et abrite aussi le rollier d'Europe (Coracias garrulus), des moineaux soulcie (Petronia petronia), des étourneaux unicolores (Sturnus unicolor) et des grands corbeaux (Corvus corax). Les alentours sont constitués de champs de céréales et font partie d'une réserve de chasse.

## Représentations
L'aqueduc figure au verso du nouveau billet de cinq dinars émis à partir de 2022 par la Banque centrale de Tunisie ; au recto, est représenté le portrait de Slaheddine El Amami.

## Galerie

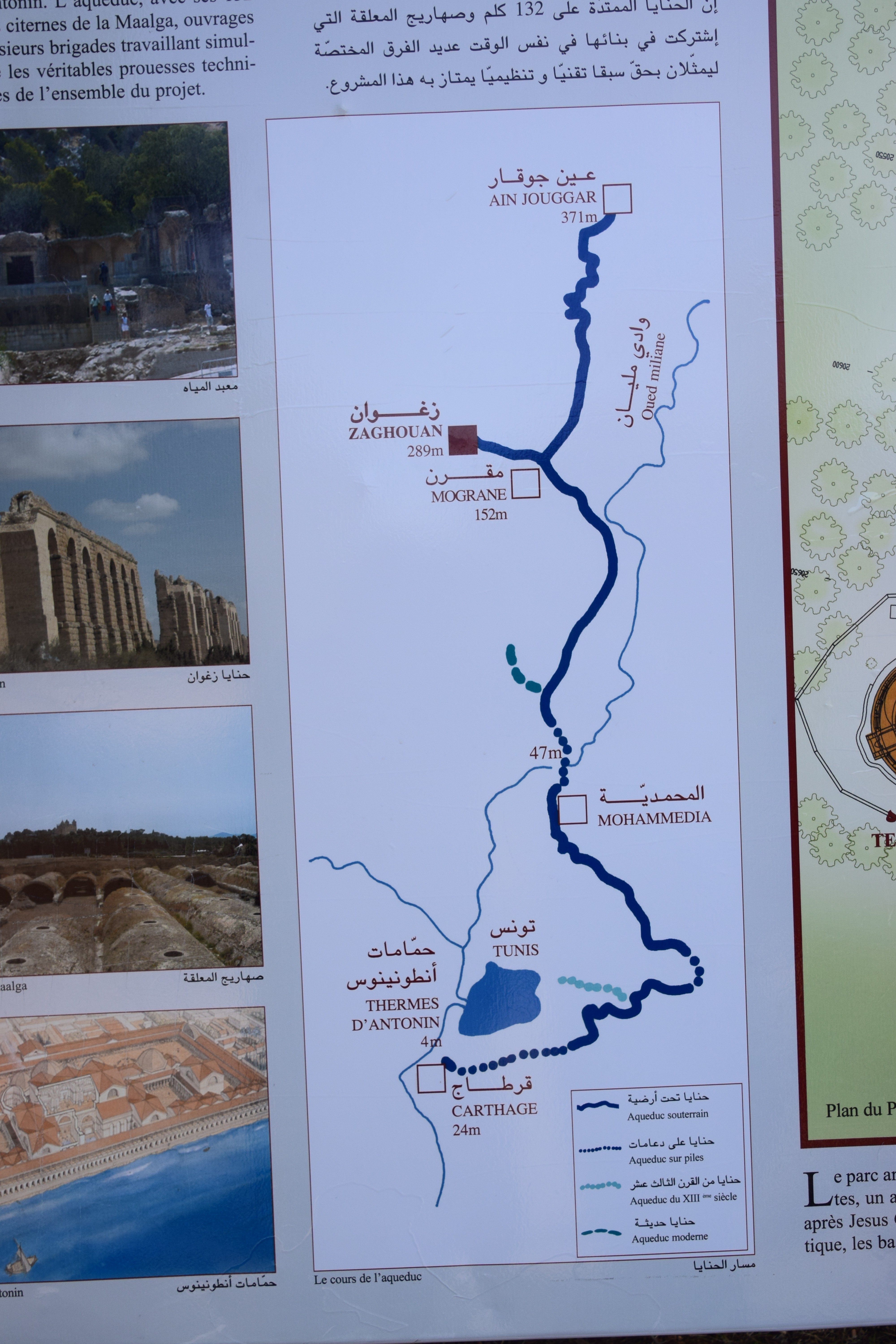
Tracé de l'aqueduc.
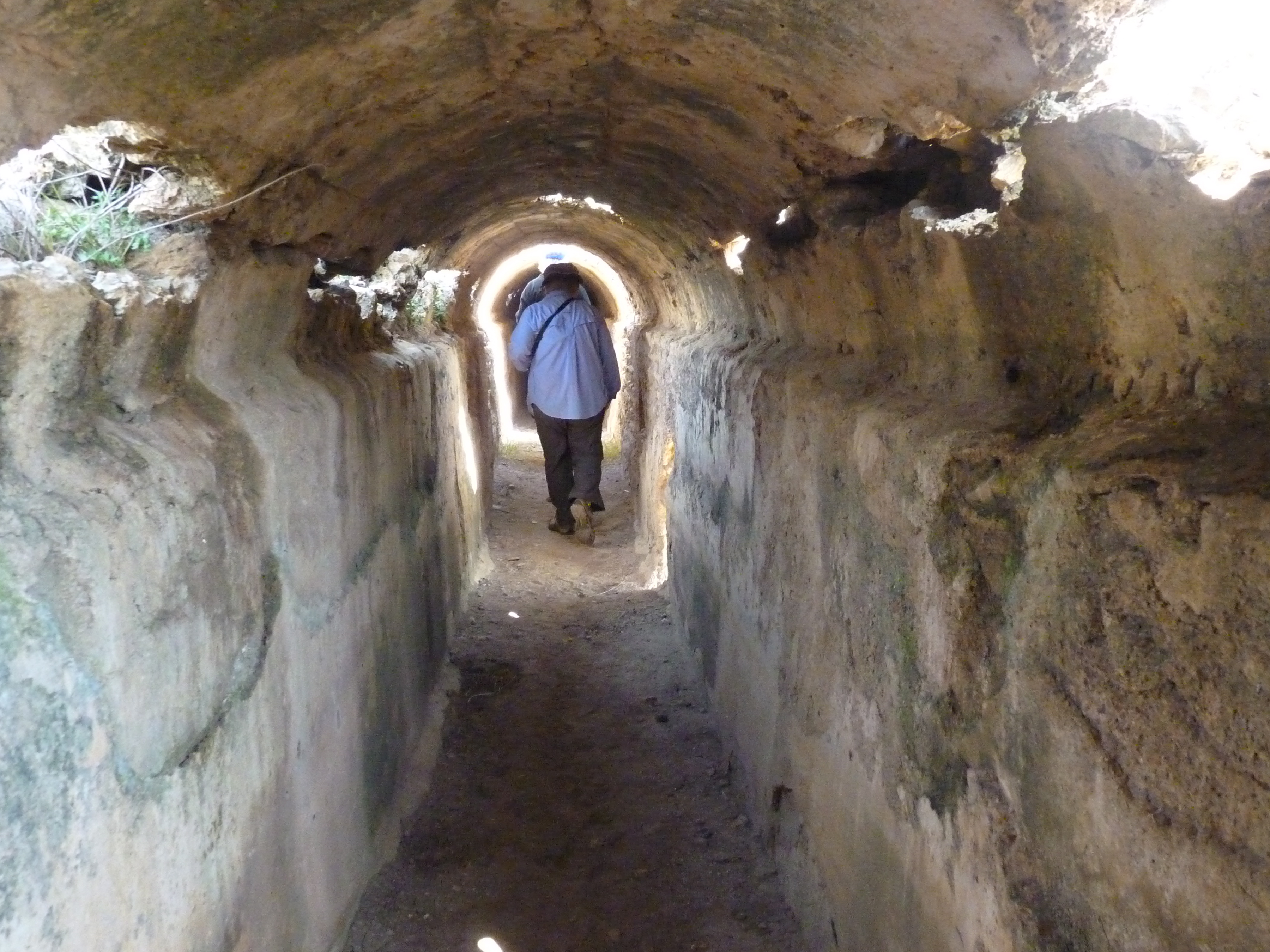
Conduit à l'intérieur d'une partie aérienne de l'aqueduc.
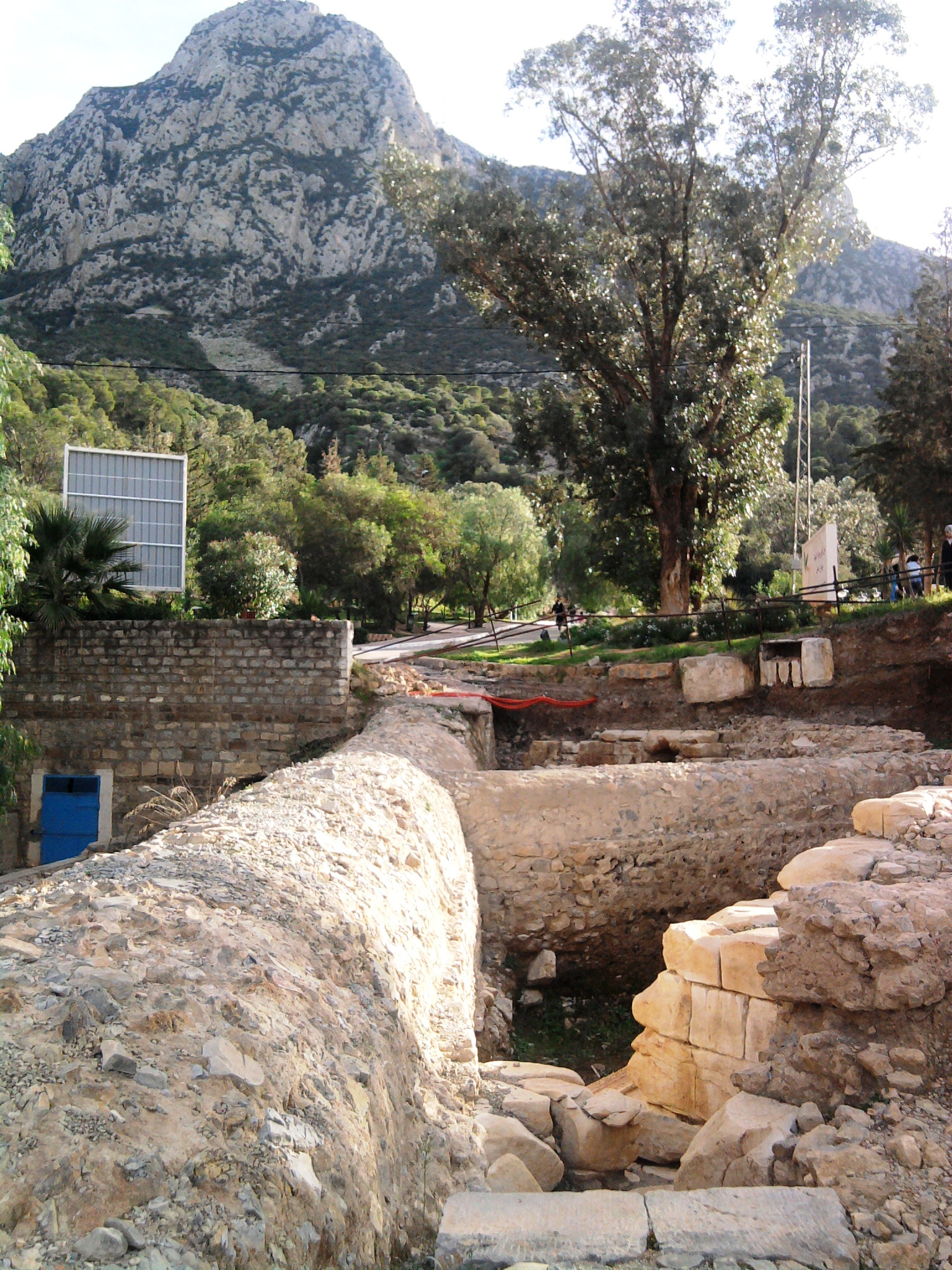
Jonction de deux branches enterrées de l'aqueduc près de Zaghouan.
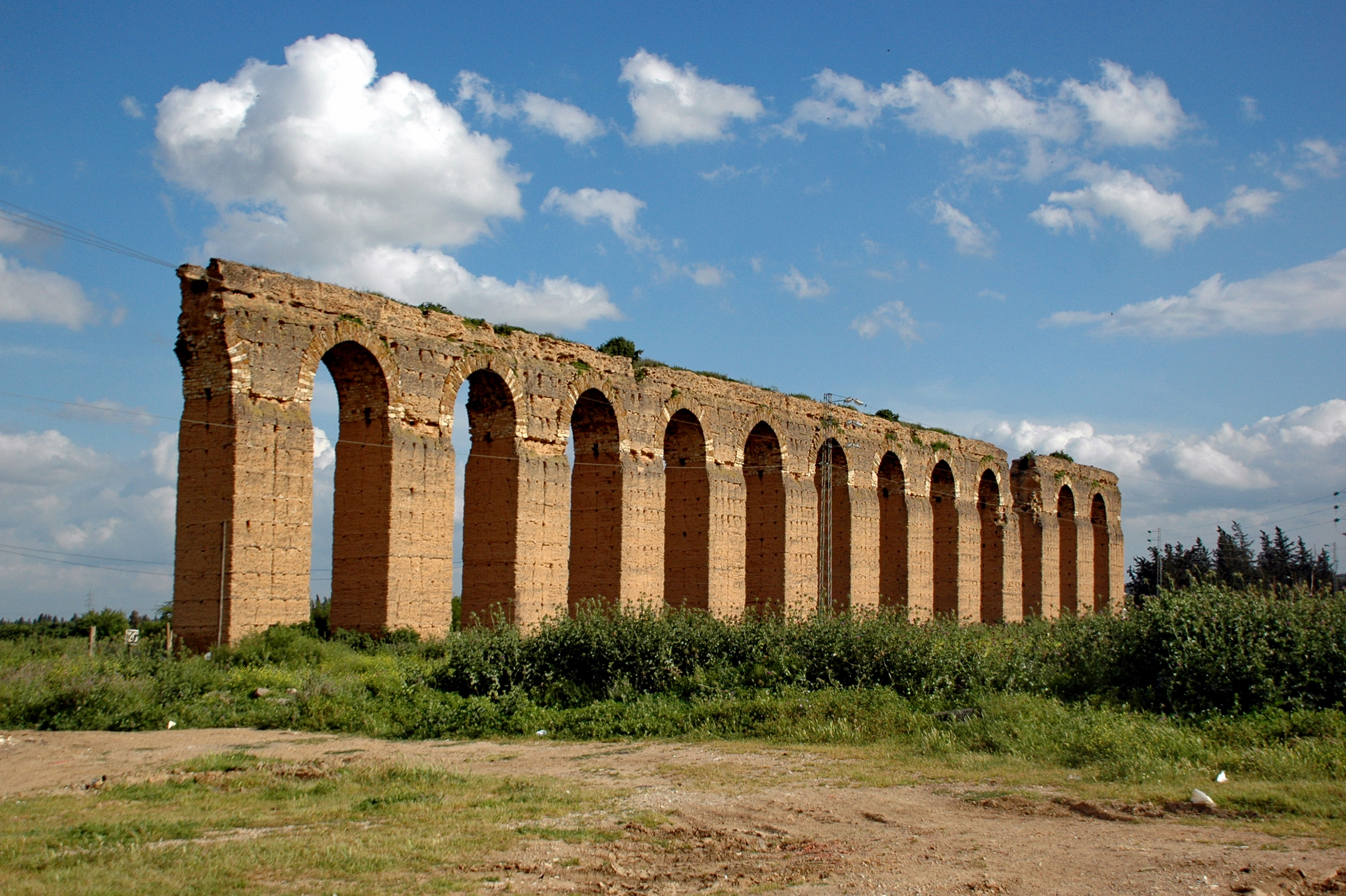
Arches au sud de Mohamedia.
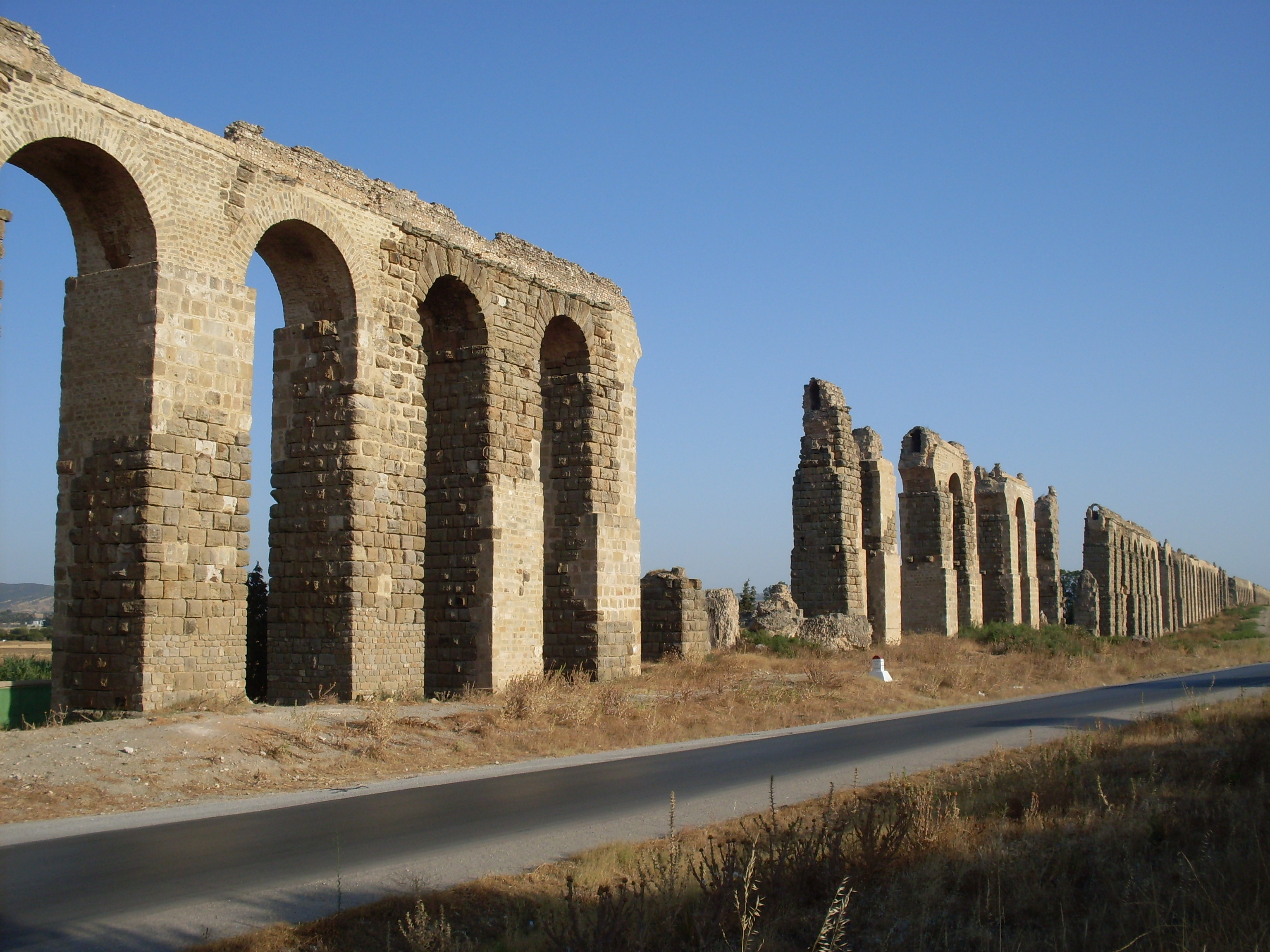
Exemple d'arches restaurées au XIIIe siècle.
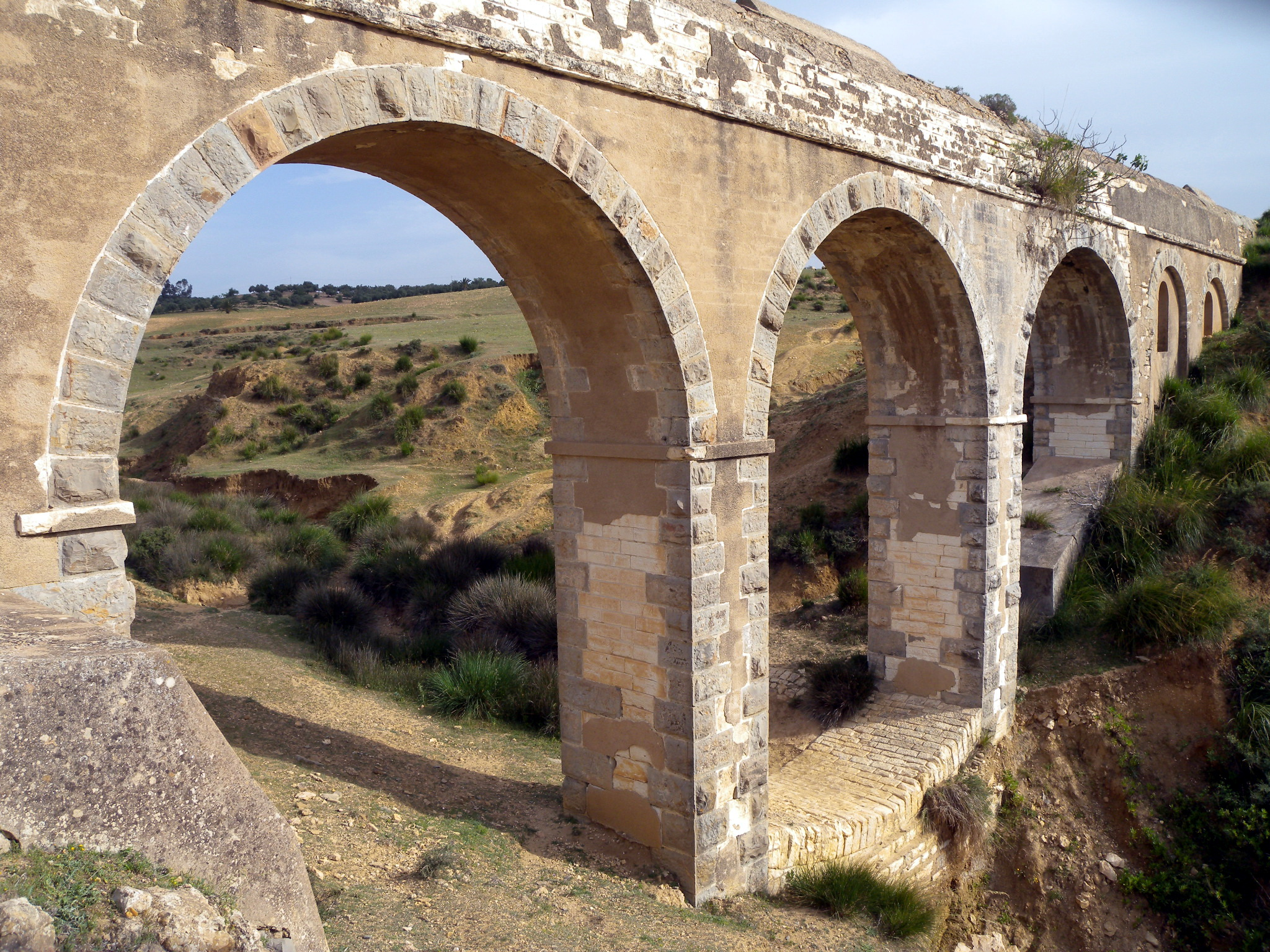
Pont-aqueduc franchissant l'oued Kharroubat Mchennga.
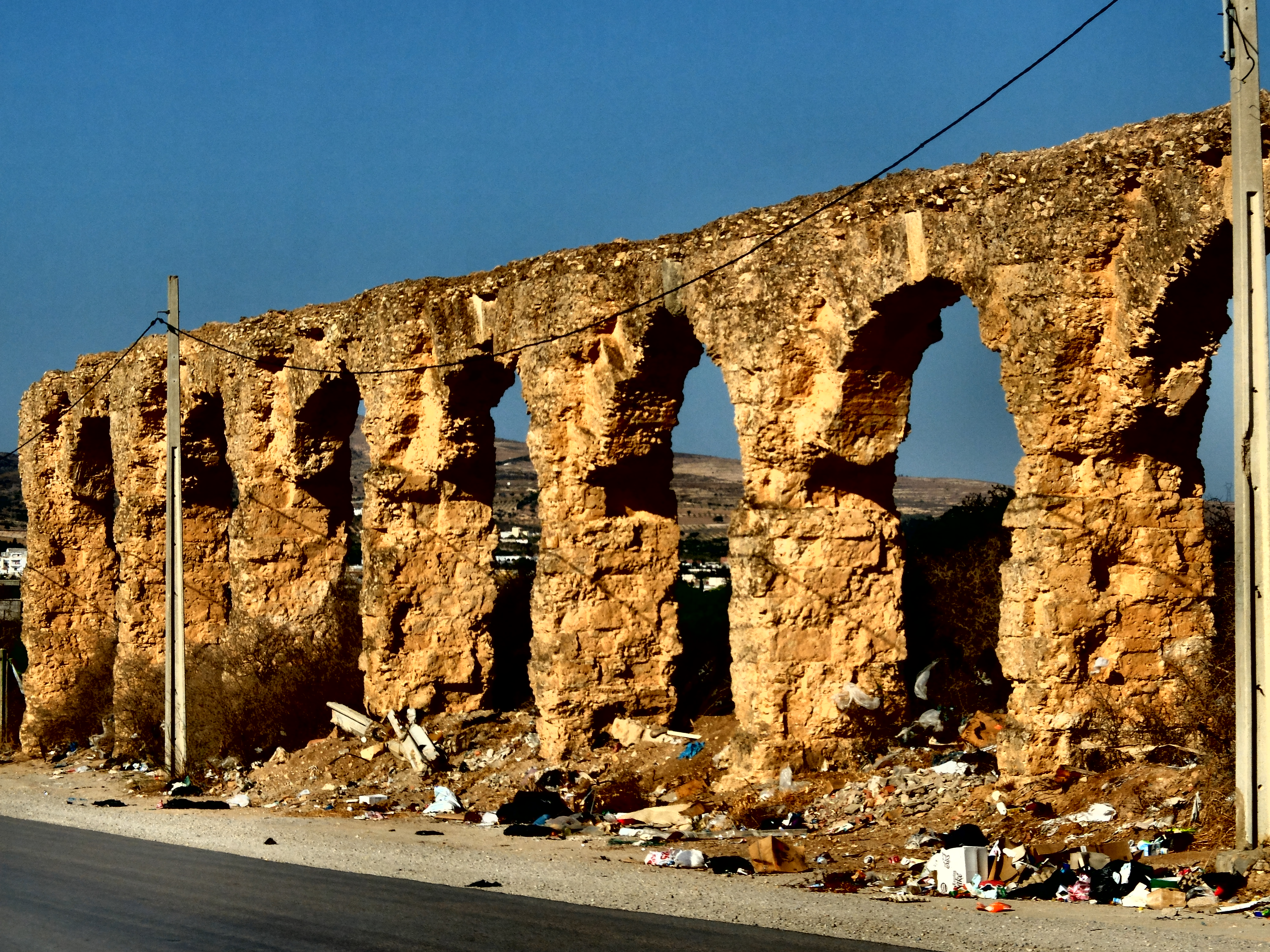
Arches près d'Oued Ellil.
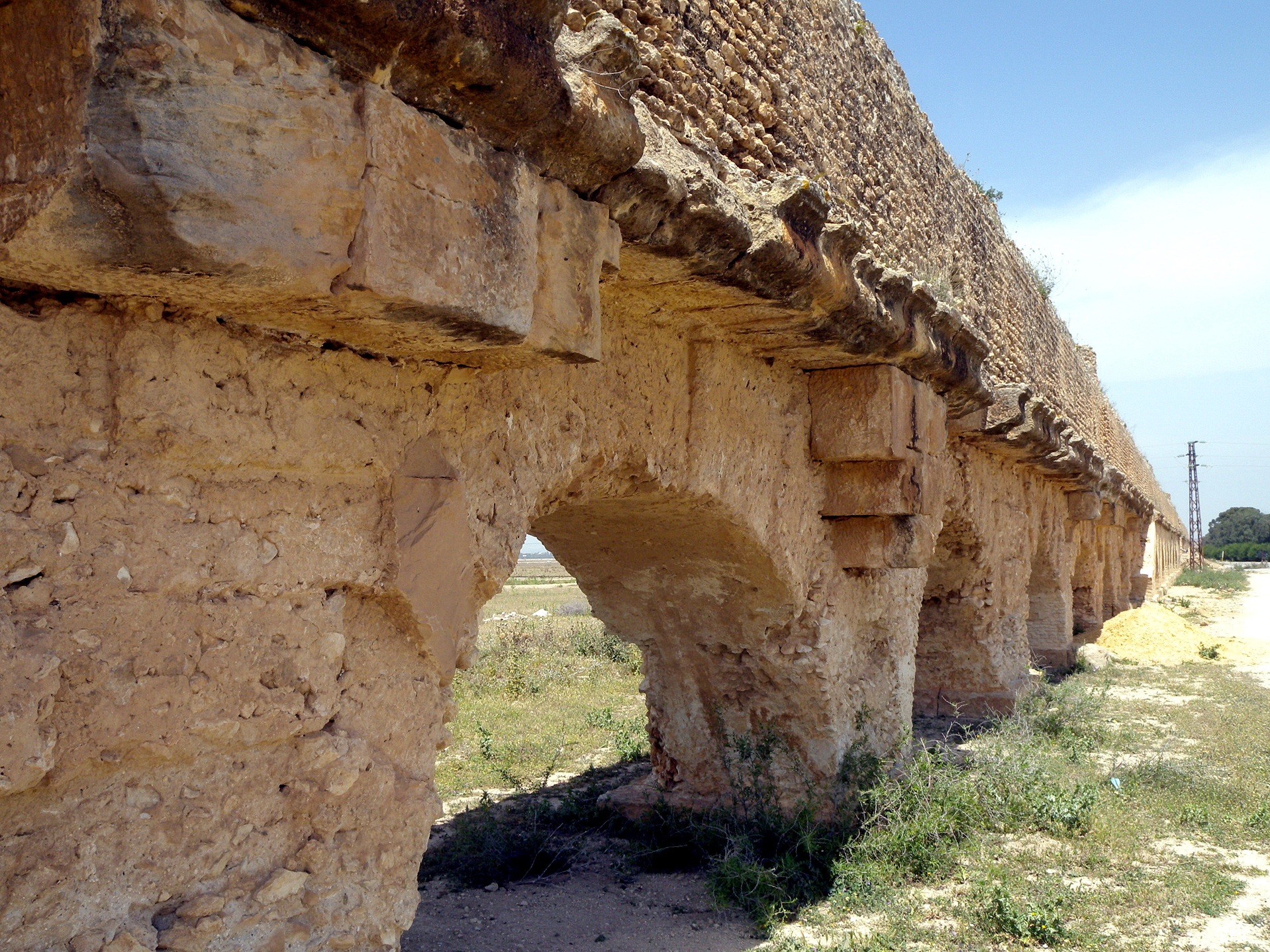
Détail de l'aqueduc au sud de Mohamedia.
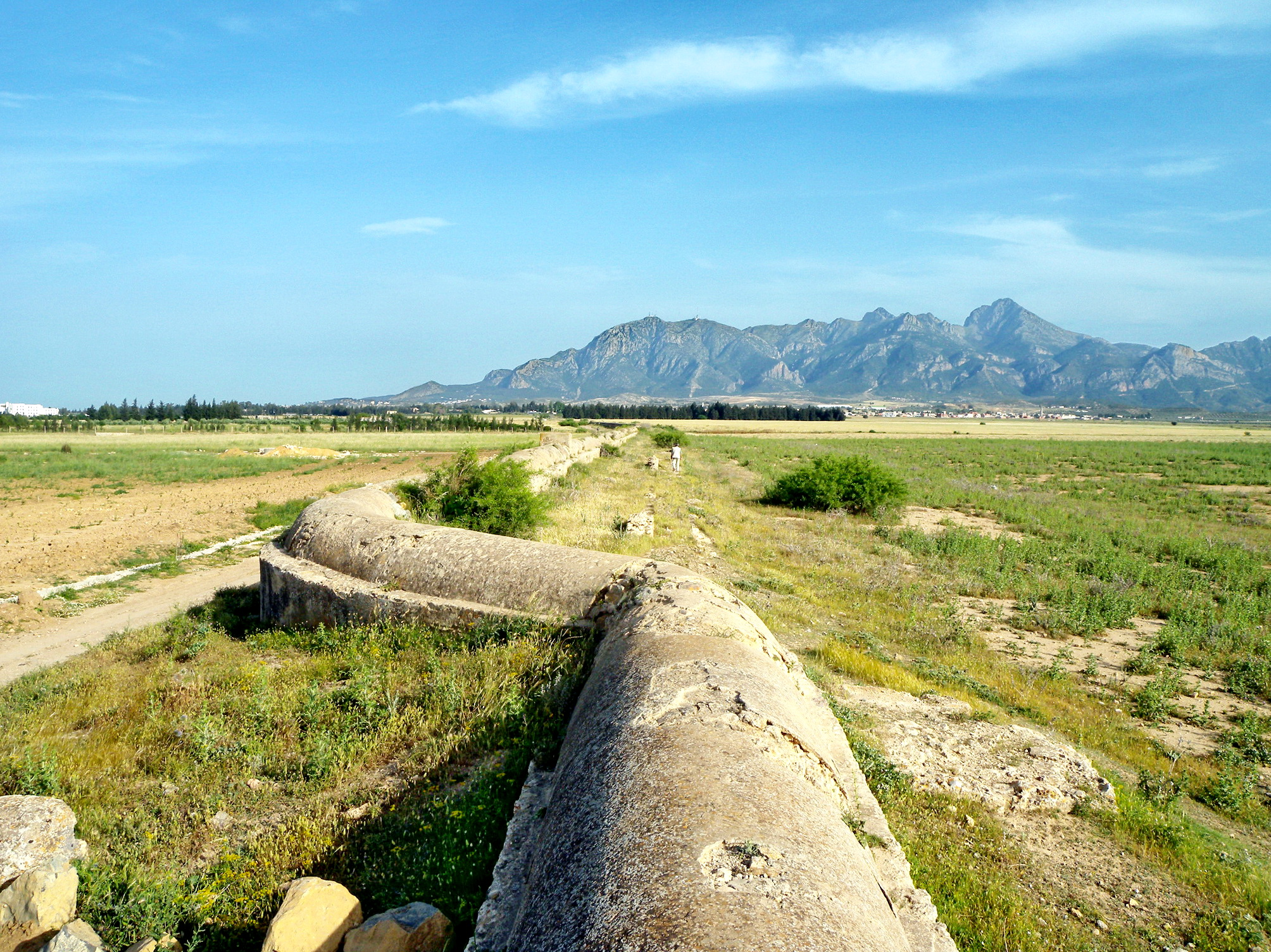
Aqueduc au nord de Moghrane.
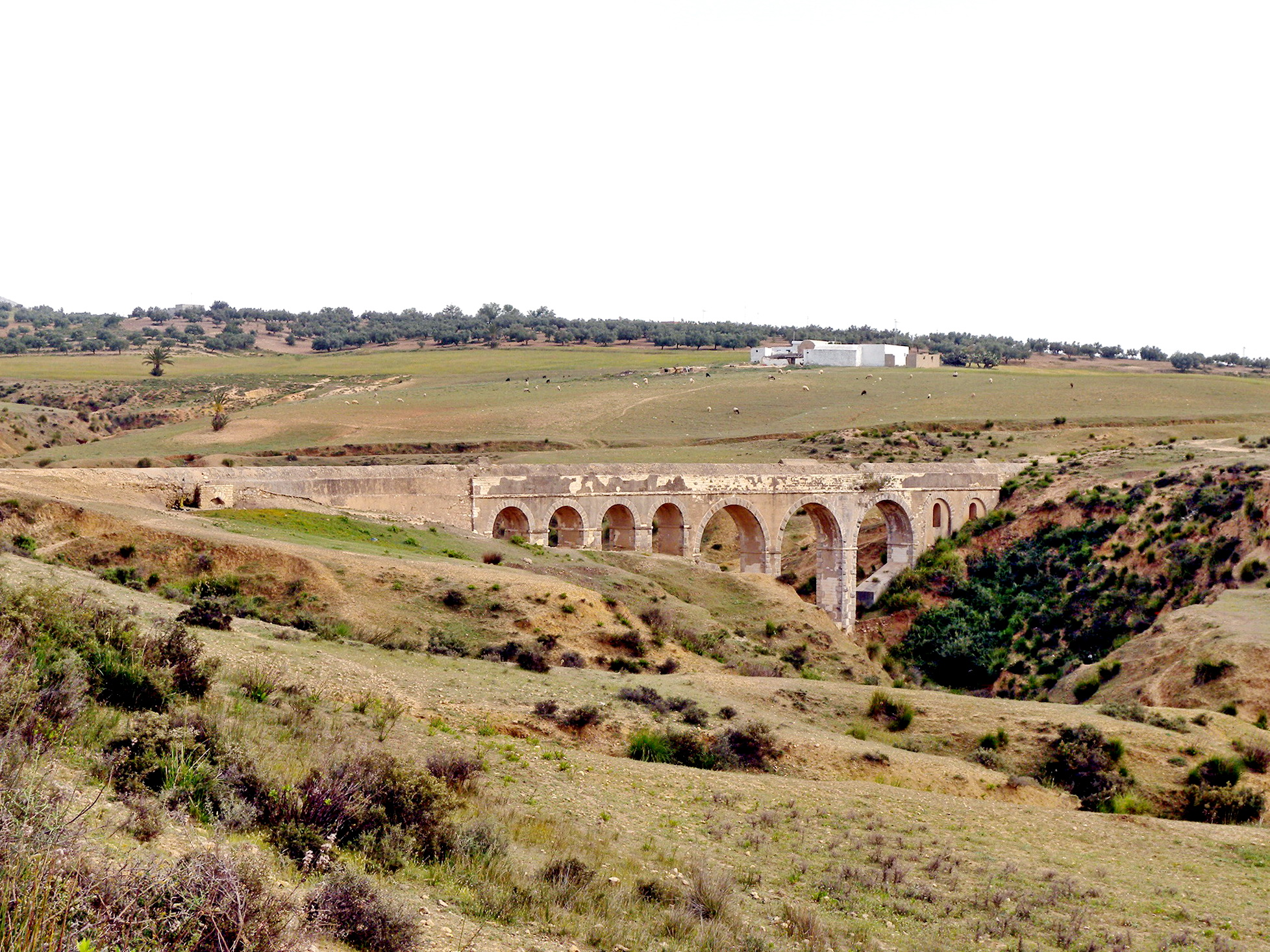
Aqueduc sur l'oued Kharroubat Mchennga au sud de Bir Halima.
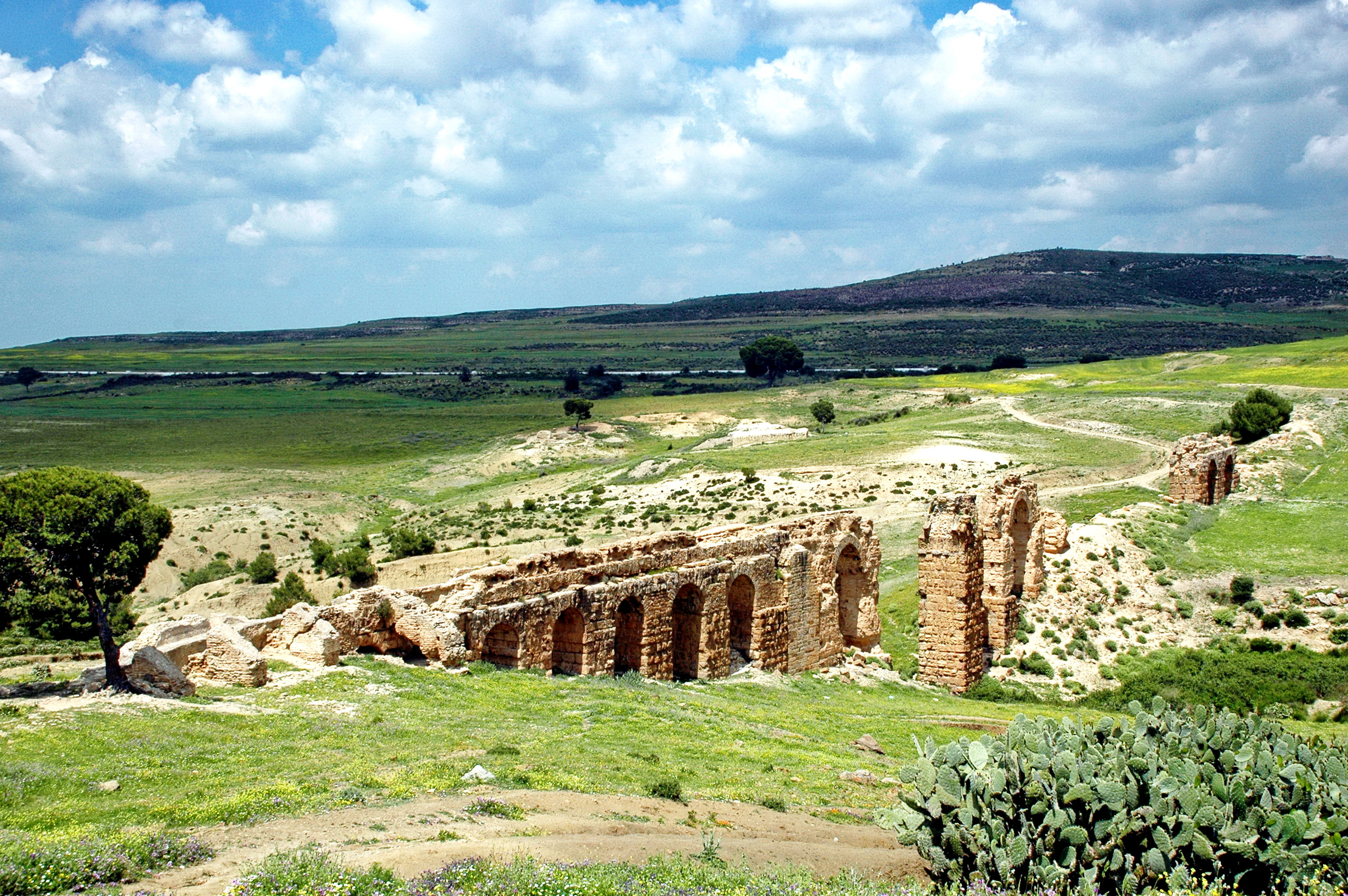
Franchissement de l'oued Gouissate près de Jouggar.
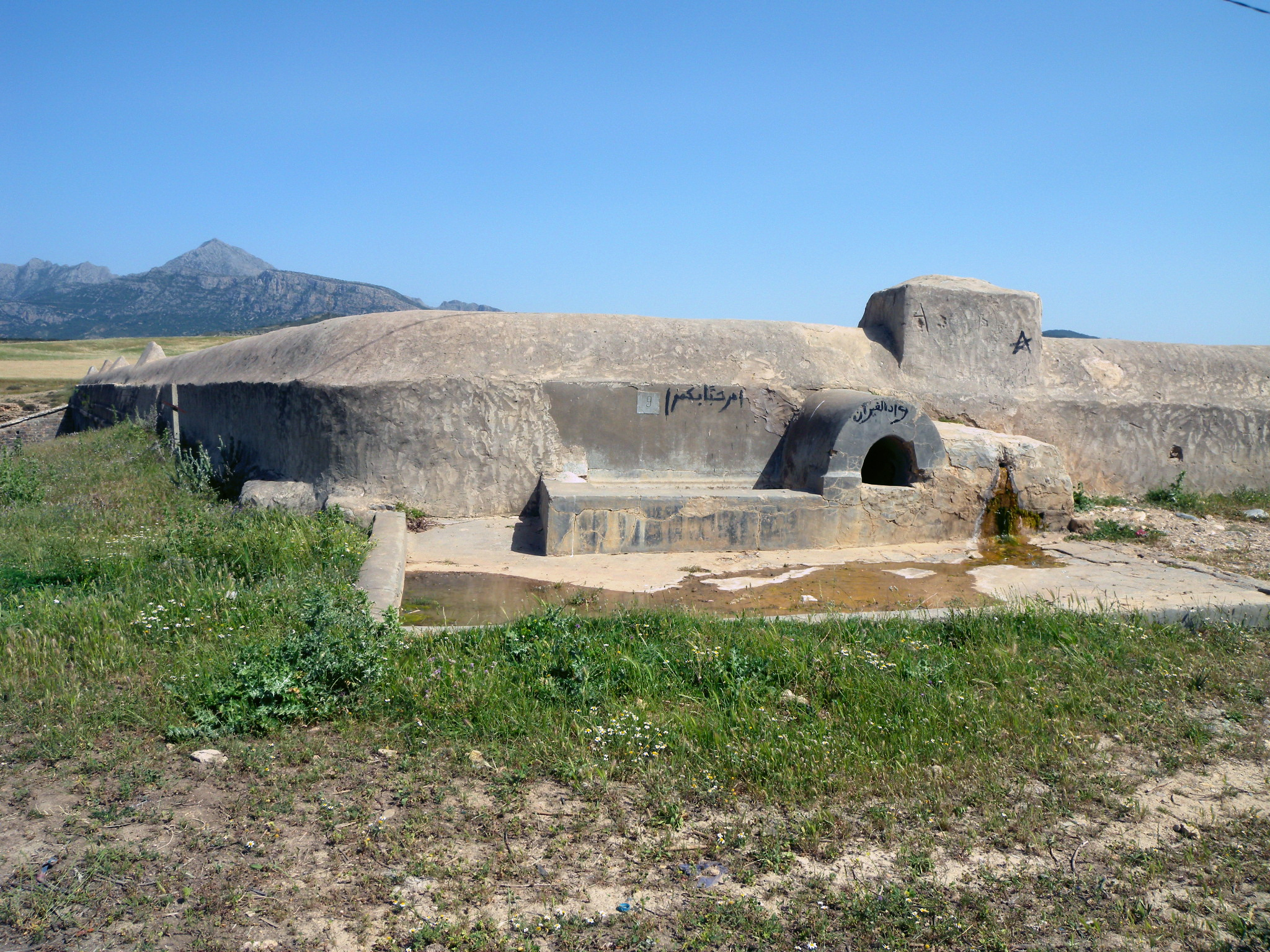
Aménagement agricole de l'aqueduc au sud de Bir Halima.
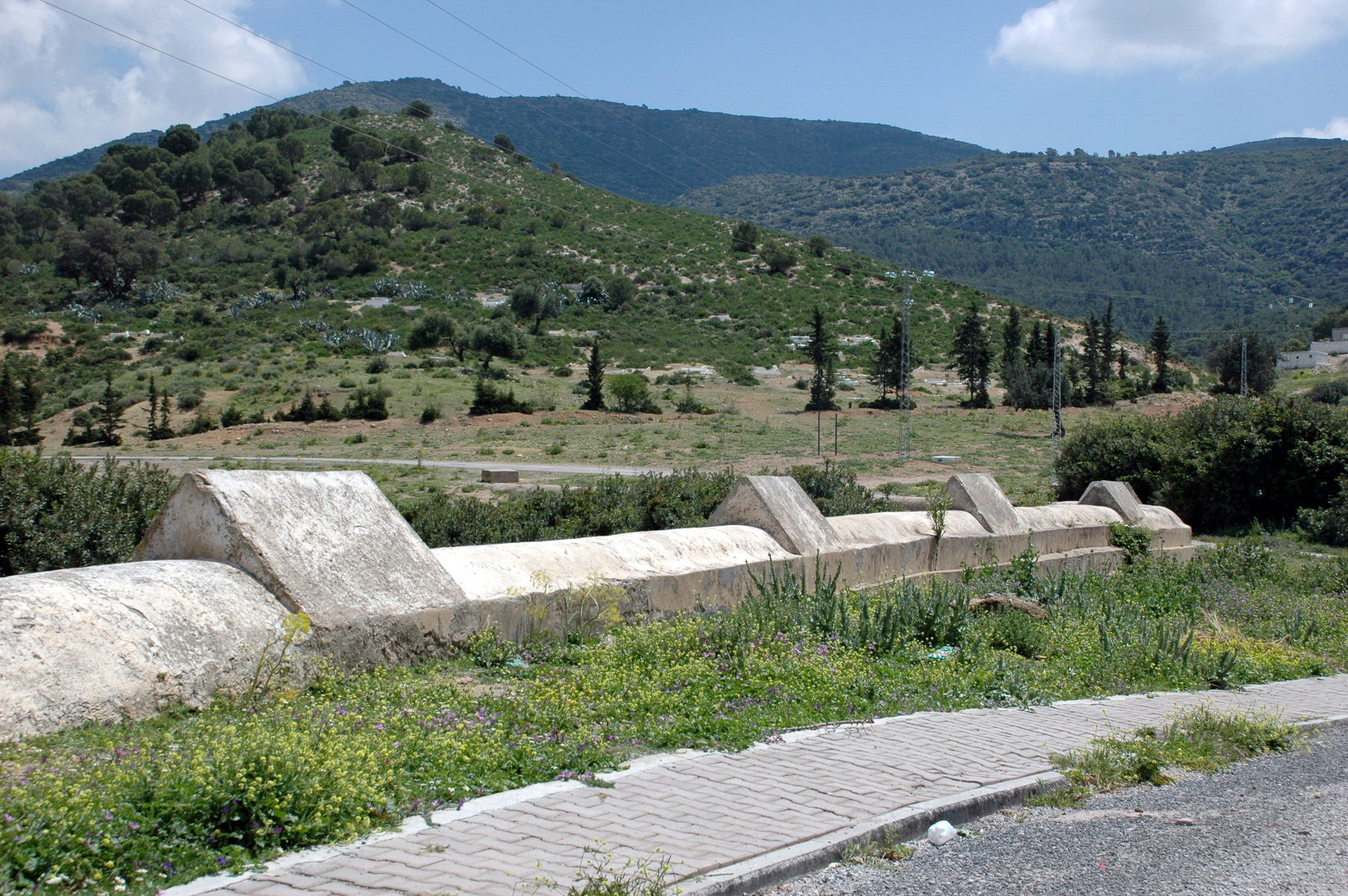
Section réaménagée au XIXe siècle.
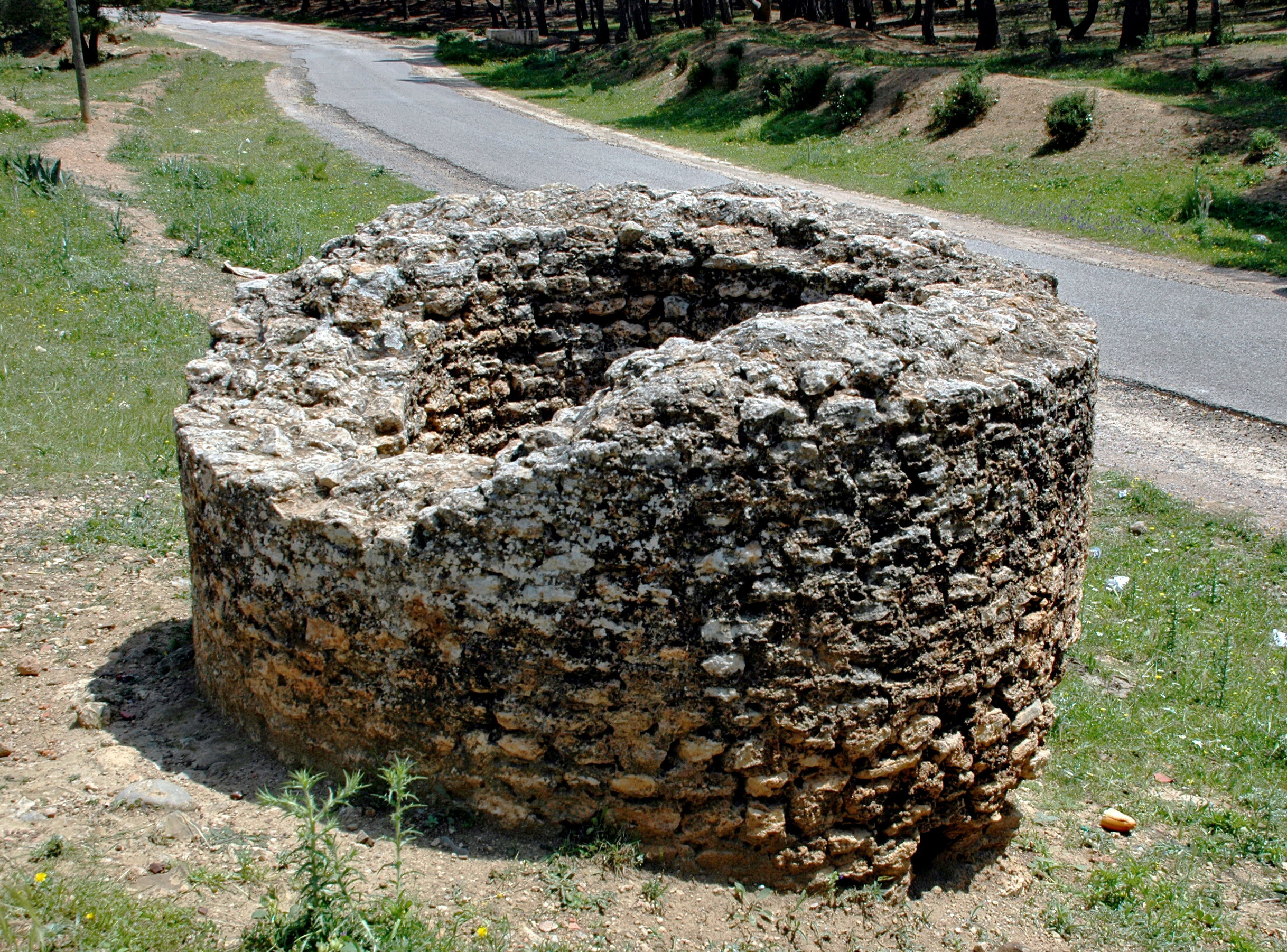
Regard d'entretien à Ben Saïdane.
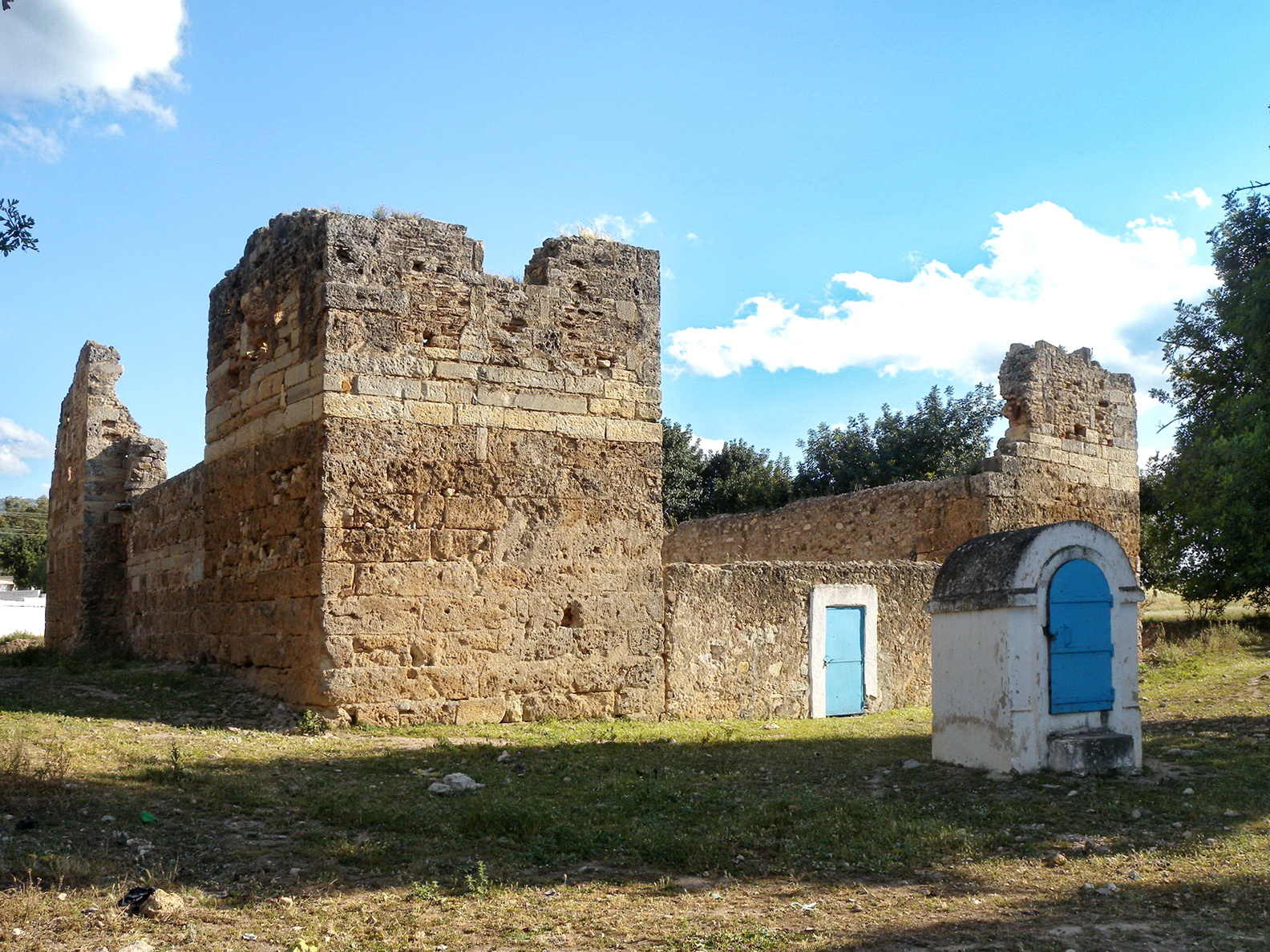
Fortin byzantin protégeant la source de Jouggar.
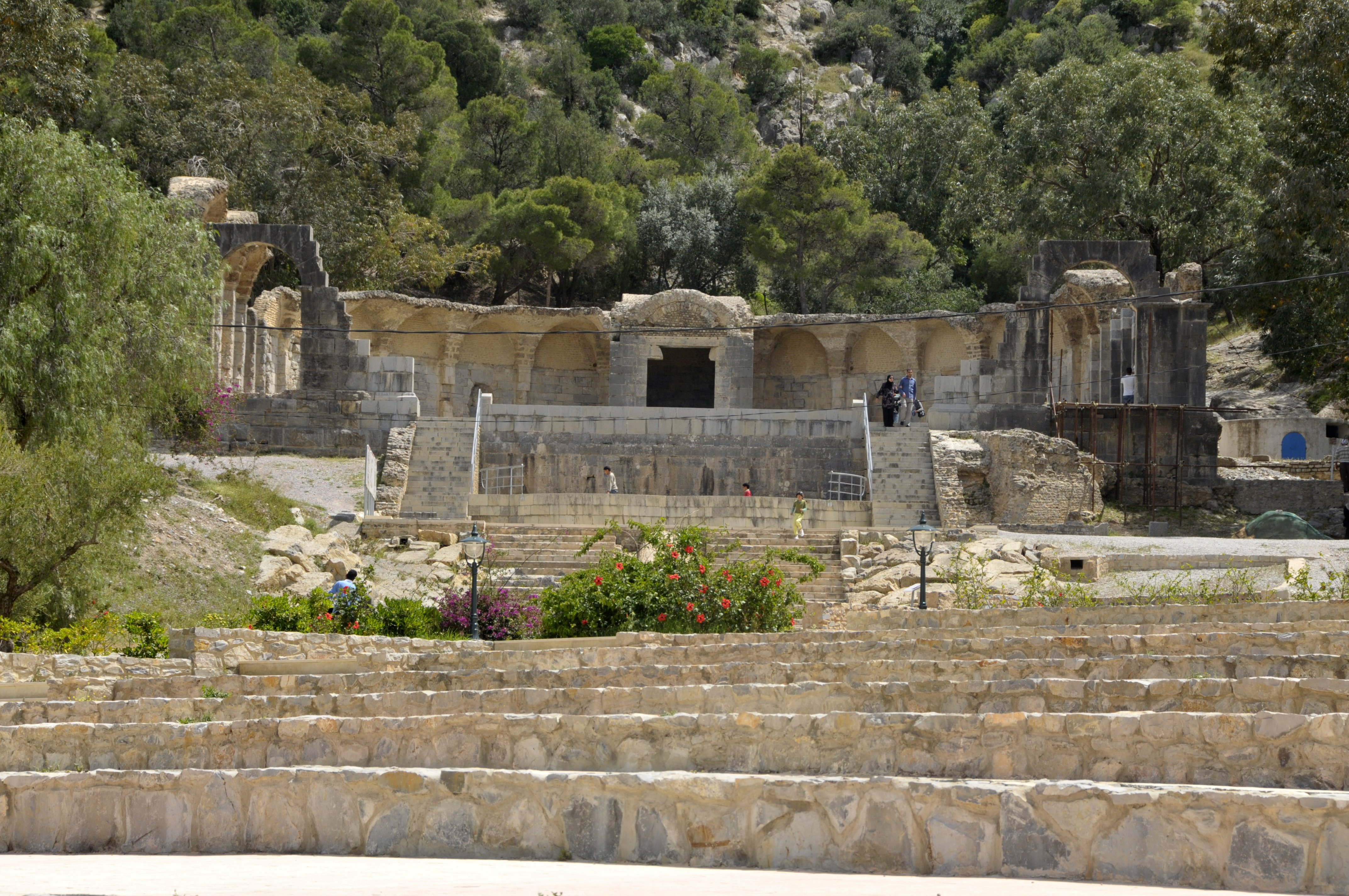
Nymphée d'Aïn Zaghouan.
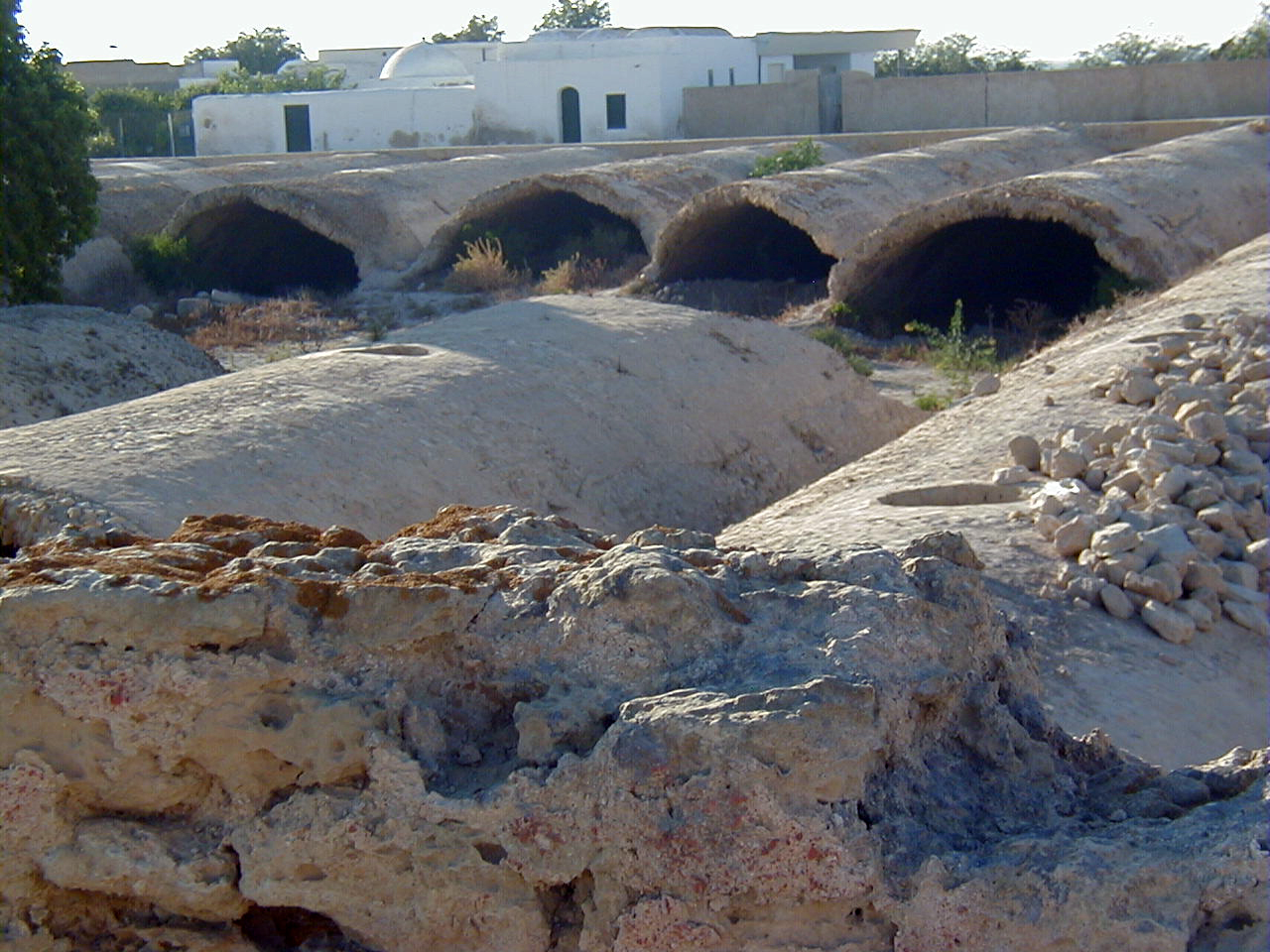
Citernes de La Malga.
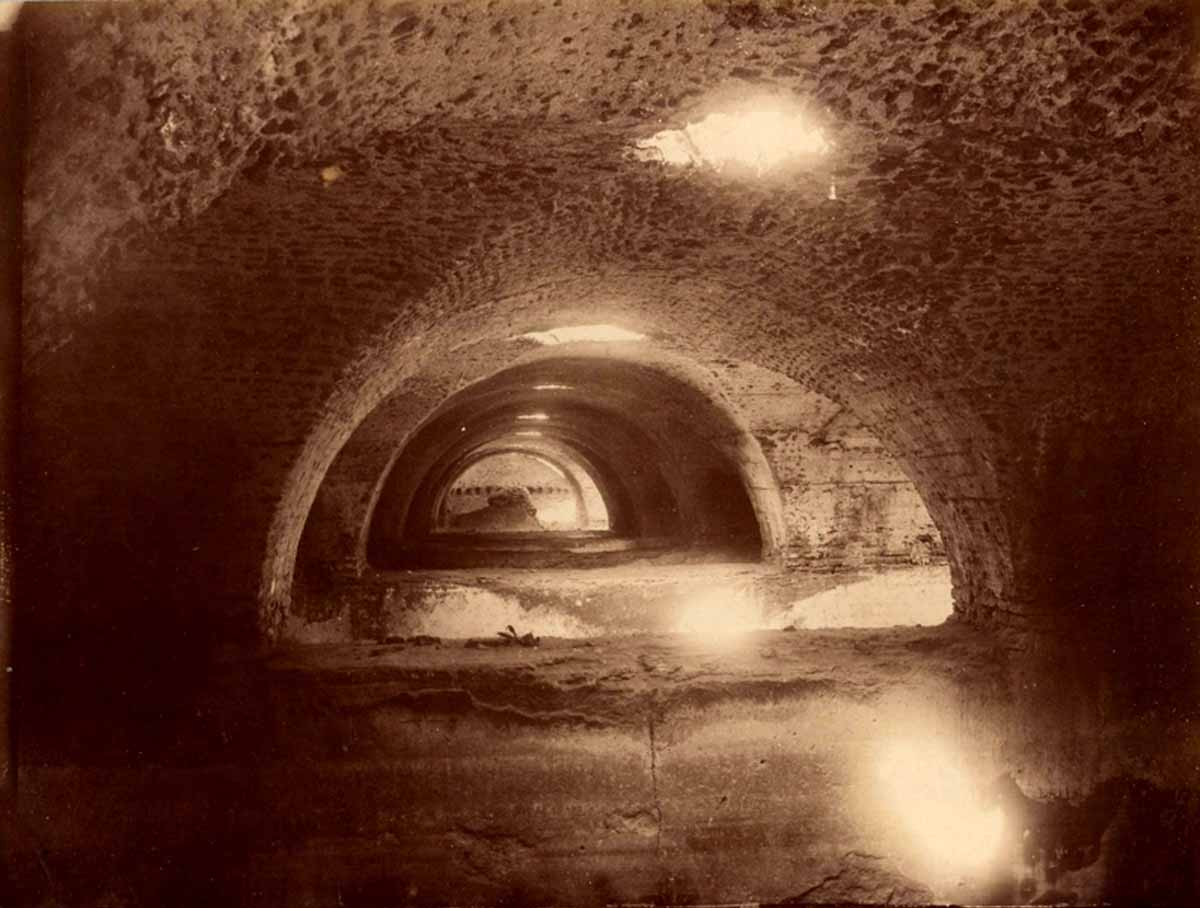
Intérieur de l'une des citernes de La Malga.